# Mazapa de Madero
Mazapa de Madero é um município do estado do Chiapas, no México. A população do município calculada no censo 2005 era de 6.845 habitantes.